# Llengües caucàsiques del nord-oest
Les llengües caucàsiques del nord-oest o nord-occidentals, també dites pòntiques o abkhazoadigué/circassianes, són un grup de llengües parlades al Caucas rus (a les repúbliques Kabardino-Balkària, Adiguèsia i Karatxai-Txerkèssia), Turquia, Jordània i Abkhàzia, República autònoma de Geòrgia.
El grup es caracteritza per la seva pobresa en vocals, la seva riquesa en consonants, amb moltes formes d'articulació secundària, i un gran grau d'aglutinació. La teoria més moderna manté que la riquesa en consonants de les llengües caucàsiques nord-occidentals és el resultat d'un procés que elimina les característiques vocàliques com la labialització i la palatalització de les vocals de l'arrel i les reassigna a les consonants que les envolten. Aquesta teoria també explica per què hi ha tan poques vocals en aquestes llengües.
Aquestes llengües tenen un sistema gramatical força simple per a substantius, manifestant-hi només uns pocs casos com a màxim, juntament amb un sistema verbal tan complex que pràcticament tota l'estructura sintàctica de la frase és repetida en el verb. Generalment, no permeten més d'un verb finit en una frase, cosa que hi descarta l'existència de clàusules subordinades (encara que l'abkhaz sembla que està desenvolupant un sistema de clàusules subordinades limitat, potser sota la influència del rus); per a solucionar aquesta mancança, tenen llistes impressionants de formes verbals no finites nominals i participials. Malgrat això, la majoria de les llengües caucàsiques del nord-oest no tenen infinitius autèntics: la forma verbal bàsica no finita és un substantiu dit masdar.
Hi ha cinc famílies de llengües caucàsiques del nord-oest:
- Abkhaz
- Abazí
- Kabardí o circassià oriental
- Adigué o circassià occidental
- Ubikh

Els idiomes estan relacionats de la següent manera:

## Grup circassià

### Adigué
La llengua adigué, també dita circassià, és una de les llengües del grup més parlades. Es parla des de Rússia fins a Turquia i n'existeix fins i tot una petita comunitat als Estats Units. Se'n coneixen quatre dialectes principals: kemirgoy, abdzakh, bzhedugh i xapsug, així com molts altres de menors (com per exemple, el dialecte de Turquia hakuchi, parlat pels últims parlants d'ubikh). L'adigué té tres vocals fonémiques i el seu sistema consonàntic és més senzill que el del grup abkhazoabazí.

### Kabardí
El kabardí es divideix en dos dialectes, el kabardí propi i el txerkès (circassià). A més, el kabardí pròpiament dit té diversos dialectes: el terek, l'estàndard literari, i el besney, que ocupa una posició intermèdia entre el terek-kabardí i l'adigué. Té el nombre més baix de consonants d'entre les llengües caucasianes nord-occidentals, amb 48. El kabardià es caracteritza per les fricatives ejectives i un nombre reduït de vocals.

## Grup abkhazoabazí

### Abkhaz
L'abkhaz té aproximadament 100.000 parlants a Abkhàzia, i possiblement 500.000 parlants a Turquia. És una llengua literària des de principis del segle xx. De vegades, es considera l'abkhaz com un dialecte divergent d'una llengua més gran dita abkhazoabazí. No obstant això, lingüísticament té més sentit separar l'abkhaz i l'abazí en dues llengües separades, ja que l'abazí i l'abkhaz conserven fonemes distints. A l'abkhaz, se li compten habitualment tres dialectes principals, l'abzhuy, el bzyp (ambdós parlats a Geòrgia) i el sadz (parlat a Turquia). L'abkhaz es caracteritza per grups de consonants poc habituals i poques vocals. Només té dues vocals distintes: una vocal oberta /a/ i una vocal tancada /ı, ǝ/. Depenent de la posició les vocals, es poden realitzar com a [i, i, o, o]. Vegeu també alfabet abkhaz.

### Abazí
L'abazí comparteix amb l'abkhaz la distinció de tenir només dues vocals fonèmiques en el seu inventari de sons. L'abazí és fonològicament més complex que l'abkhaz, però ambdós comparteixen un gran nombre de vincles lingüístics. L'abazí té dos dialectes principals, l'akhchepse i el t'ap'anta. Es caracteritza per grups de consonants grans, similars a les que es poden trobar en el georgià.

## Ubikh
L'ubikh té més relació amb l'abkhaz i l'abazí que amb l'adigué i el kabardí. Es va extingir el 7 d'octubre del 1992 amb la mort de Tevfik Esenç, l'últim parlant nadiu. És l'única llengua caucasiana del nord-oest que no va tenir forma literària. L'ubikh tenia el major nombre de consonants de les llengües caucasianes del nord-oest, unes 80. Es caracteritzava per les consonants faríngies i un contrast a quatre bandes entre les sibilants.

## Hatti
Aquesta antiga llengua de religió usada pels hitites en la seva litúrgia no estava emparentada amb la seva pròpia llengua, el nesili, una llengua indoeuropea coneguda com a hitita. El nom de hatti és emprat pels lingüistes moderns per a designar aquesta llengua preindoeuropea, encara que ningú sap com en deien els parlants. La llengua sembla tenir algunes afinitats amb les llengües abkhazoadigué.

## Relacions amb altresfamílies de llengües

### Vincles amb la família indoeuropea
Les llengües caucàsiques nord-occidentals són estudiades per veure si estan emparentades amb les llengües indoeuropees de fa 12.000 anys. La hipòtesi d'aquesta relació es diu protopòntic. No obstant això, existeixen una sèrie de factors que compliquen la reconstrucció de la protollengua de les llengües caucasianes del nord-oest: 
- moltes arrels són monosil·làbiques,
- l'evolució dels fonemes és complexa i un gran nombre de consonants i contrastos sibilants hi afegeixen dificultat,
- l'ablaut era extensament usat en la prehistòria, i àdhuc ocupa un paper en les llengües modernes,
- gran quantitat d'homòfons en les llengües modernes.

La protollengua de les llengües caucasianes del nord-oest és reconeguda com una de les més difícils de tractar.

### Família iberocaucàsica
Tradicionalment, s'agrupen les famílies parlades al Caucas, és a dir, les meridionals o karvelianes, les del nord-oest, les del nord-est i les centrals, en una única família dita iberocaucàsica o caucàsica. No obstant això, no hi ha proves que aquestes quatre famílies tinguin un origen comú, per la qual raó iberocaucasià és bàsicament una etiqueta geogràfica.

### Família caucàsica septentrional
Molts lingüistes accepten que el kartvelià no està relacionat amb les altres famílies del Caucas. Les altres solen agrupar-se en una família caucàsica septentrional, en anglès de vegades anomenada Caucasic. Dintre d'aquesta família, el grup del nord-est i el central formen un grup especialment clar.